# Jinjiang
Jinjiang is een arrondissement in de stadsprefectuur Quanzhou in de provincie Fujian van China. Jinjiang heeft 1.416.151 inwoners. en is onderdeel van de agglomeratie rondom Quanzhou met 17 miljoen inwoners.

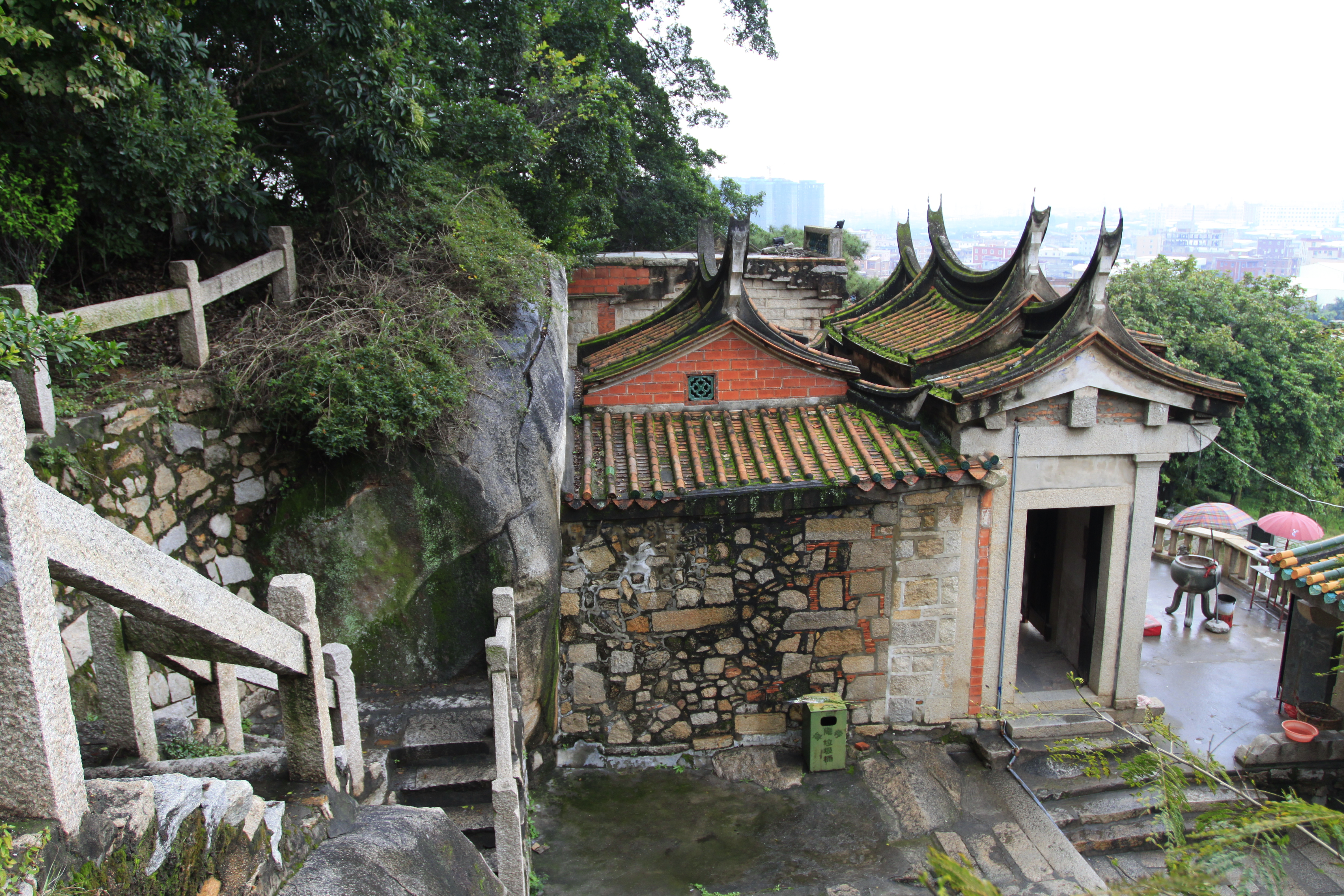
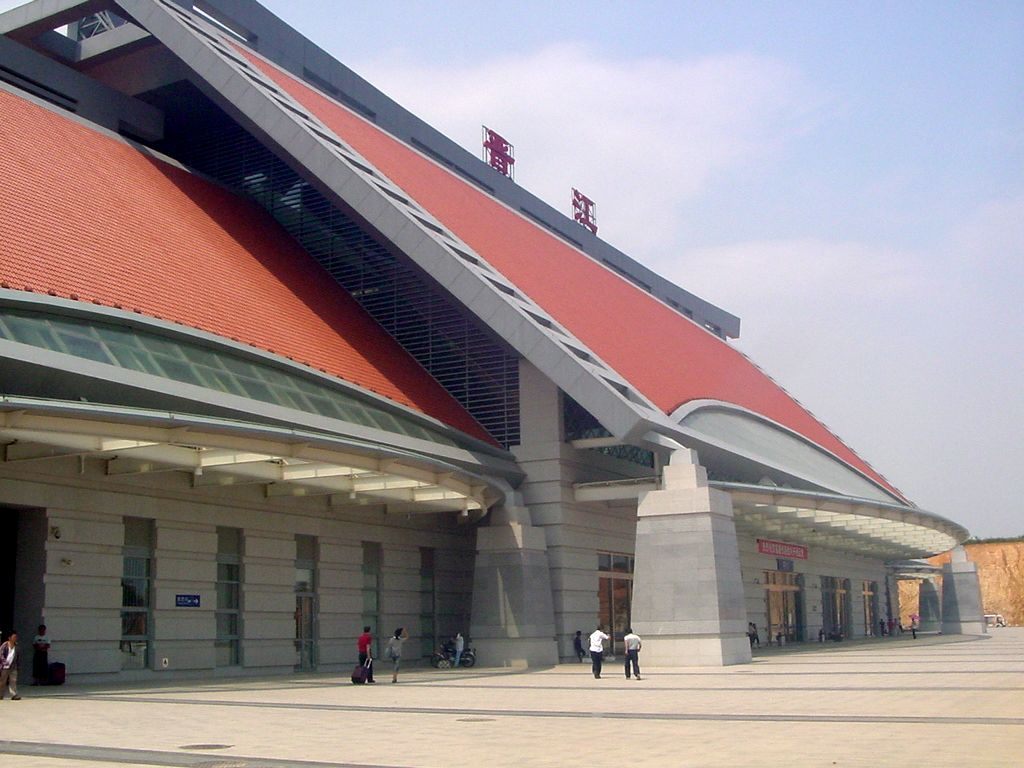
Station
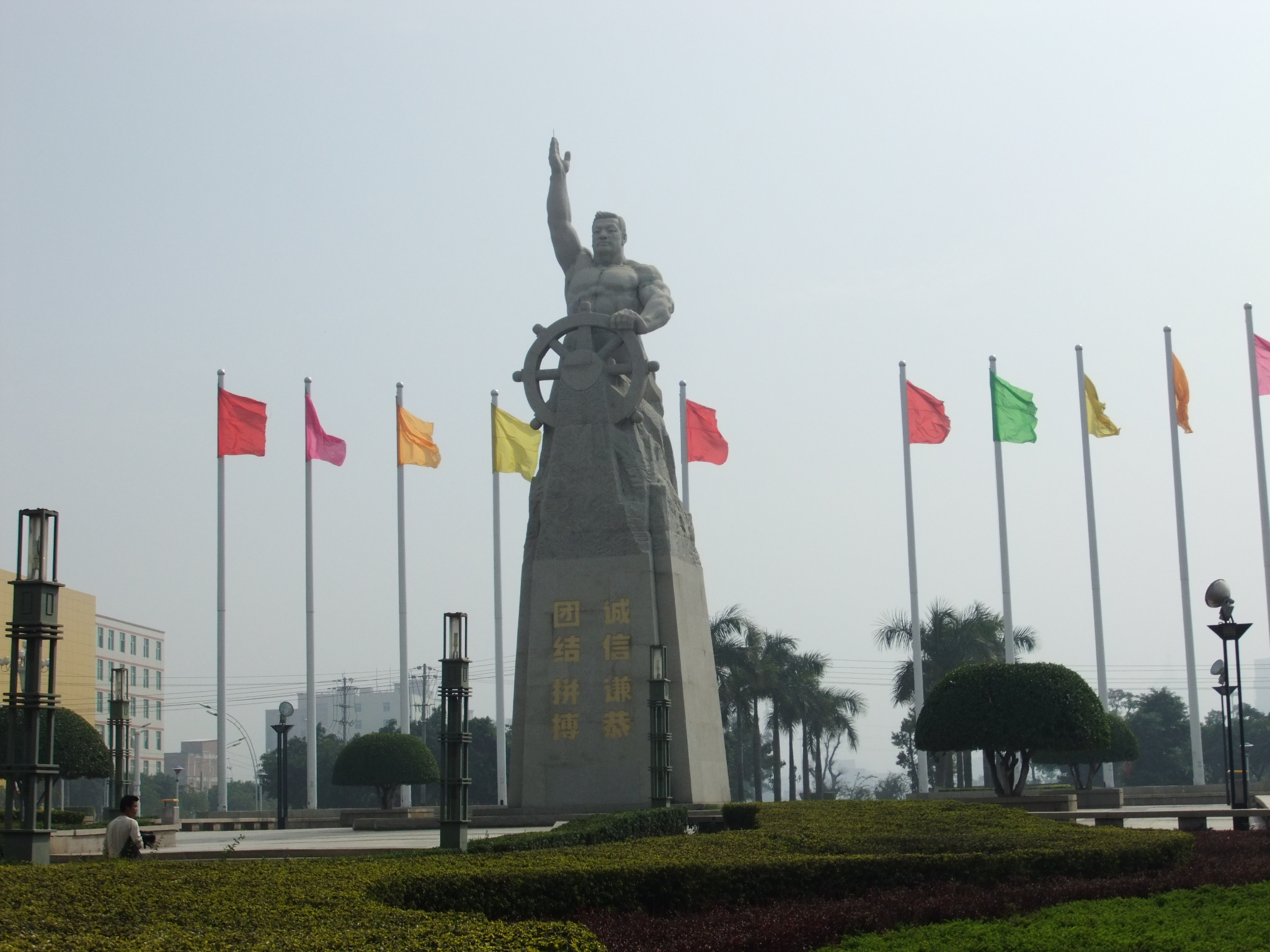
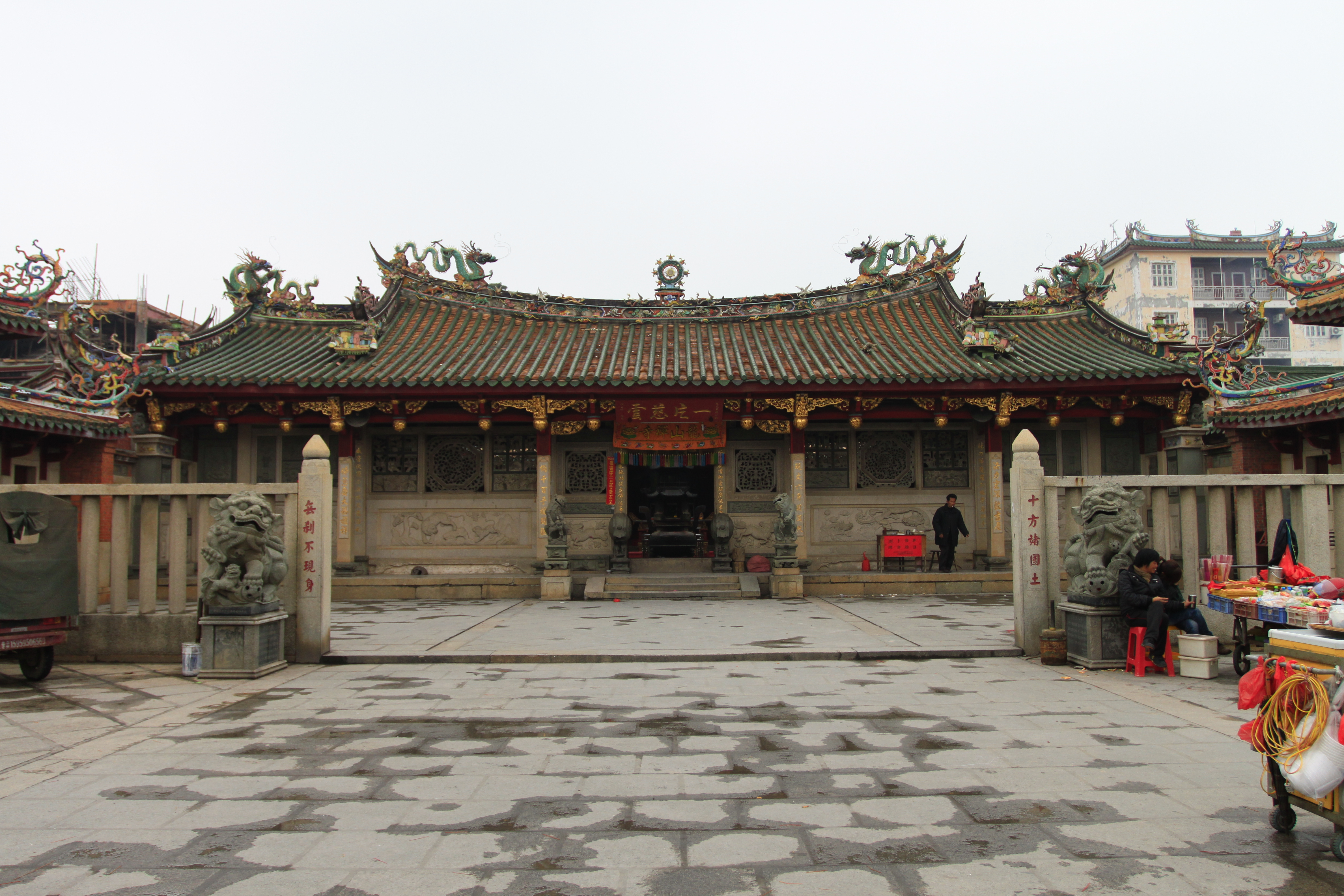